# Джаксън (Калифорния)
Вижте пояснителната страница за други населени места с името Джаксън.
Джаксън (на английски: Jackson) е окръжен център на окръг Амадор в щата Калифорния, САЩ. Джаксън е с население от 3989 жители (2000) и обща площ от 9,10 км² (3,50 мили²). Основан е през 1848 г. В Джаксън се намира мината „Кенеди“, която действа в наши дни като туристическа атракция, в началото на 20 век е била най-дълбоката мина в Северна Америка с дълбочина от 591 м (1950 фута).